# Jeruzalemklooster (Culemborg)
Het Jeruzalemklooster was een klooster in de stad Culemborg in de Nederlandse provincie Gelderland. Het behoorde tot de orde van de sepulchrijnen. Van het in 1492 gebouwde klooster zijn slechts enkele muurdelen bewaard gebleven.

## Stichting
Al in 1430 waren er plannen voor de stichting van het klooster. Aleid van Götterswijk, de echtgenote van Jan III van Culemborg, had toen schenkingen gedaan om de bouw mogelijk te maken. Aanvankelijk zou het klooster in de binnenstad worden gebouwd, maar dit riep weerstand op bij de kanunniken van de Sint Barbarakerk. Waarschijnlijk zagen de kanunniken het nieuwe klooster als concurrent voor de verering van het eigen kruisreliek dat in de Barbarakerk aanwezig was. Daarom week men uit naar een terrein in de Nieuwstad, de 14e-eeuwse stadsuitbreiding aan de zuidkant van Culemborg. Op initiatief van heer Jasper van Culemborg verrees in 1492 tussen de Zandstraat en de Prijssestraat het nieuwe klooster, met de ingang aan de Zandstraat. In 1494 werd het hoogaltaar gewijd. Het klooster bood onderdak aan circa 10 kloosterlingen.

## 16e eeuw
In 1504 werd op kosten van Elisabeth van Culemborg in de kloosterkerk een kopie van het Heilig Graf gebouwd. Gelovigen die niet in staat waren een pelgrimstocht naar Jeruzalem te ondernemen, konden volstaan met een pelgrimage naar een dergelijke ‘kopie’ van het Heilig Graf. De kloosterkerk kreeg in 1524 twee gebrandschilderde ramen cadeau van keizer Karel V en Margaretha van Oostenrijk.
Het klooster bezat gronden rondom Culemborg en in de Tielerwaard.
In 1566 werd tijdens de Beeldenstorm het Heilig Graf vernield, terwijl de kloosterkerk flink beschadigd werd. In 1573 kregen de abt en de kanunniken van de door oorlog verwoeste abdij Marienweerd tijdelijk onderdak in het Jeruzalemklooster. Uiteindelijk raakte het klooster verlaten omdat monniken vertrokken of overleden.

## Verval
In 1649 werd het klooster door de graaf van Culemborg geschonken aan de stad. In dat jaar stortte echter het kerkgebouw in. Het was de bedoeling om het koor met het torentje te repareren, maar ook het koor stortte niet veel later in elkaar. Alleen de voormalige eetzaal en slaapplaats van de monniken stonden nog overeind en deze werden in 1698 door de Culemborgse schout Paul Conrad Pichtel aangekocht. Hij liet het verbouwen tot een woonhuis. In 1749 bleek het huis echter in dermate slechte staat te zijn dat de toenmalige eigenaar het heeft laten slopen.
Van het kloostercomplex resten nog slechts enkele funderingen en geveldelen. In de achterzijde van een aantal panden aan de Zandstraat zijn nog stukken te zien van de kapel met gotische vensternis en enkele kleine vensteropeningen.